# Europæiske Kul- og Stålfællesskab
Det Europæiske Kul- og Stålfællesskab (EKSF) eller Kul- og Stålunionen var en international organisation med seks stater. Organisationen tjente til at forene Vesteuropa under den kolde krig og skabte fundamentet for europæisk demokrati med samhørighed mellem nationalstaterne og udviklede sig til den Europæiske Union. EKSF var den første organisation, der baserede sig på principperne for supranationalisme.
EKSF blev foreslået af den franske udenrigsminister Robert Schuman den 9. maj 1950 som en måde, hvorpå man kunne forebygge krig mellem Frankrig og Tyskland. Han erklærede det som sit mål at 'gøre krig ikke kun utænkelig men direkte umulig.' Midlet til dette, Europas første supranationale fællesskab, blev formelt grundlagt i 1951 med EKSF-traktaten, underskrevet ikke kun af Frankrig og Vesttyskland, men også af Italien og de tre Benelux-lande: Belgien, Nederlandene og Luxembourg. Mellem disse lande skulle fællesskabet skabe et fællesmarked for kul og stål. EKSF blev styret af en 'Høj Myndighed', kontrolleret af institutioner, der repræsenterede regeringer, de nationale parlamentsmedlemmer og en uafhængig dømmende magt.
EKSF fik to lignende fællesskaber i 1957, med hvilke det delte sine medlemslande og nogle af sine institutioner. I 1969 blev alle dets institutioner slået sammen med Det Europæiske Økonomiske Fællesskab (EØF, som senere blev en del af den Europæiske Union), men det beholdt sin egen identitet. EKSF-traktaten udløb i 2002, og da der ikke var noget ønske om at forny traktaten, blev alle fællesskabets aktiviteter og ressourcer overtaget af Det Europæiske Fællesskab. Under sit virke havde EKSF formået at skabe et fælles marked, men det kunne ikke forhindre en nedgang for kul- og stålindustrien. Det dannede samtidig grobund for nutidens Europæiske Union.

## Historie
Som premierminister og udenrigsminister var Schuman hovedbrikken i at dreje fransk politik væk fra den gaullistiske politik med konstant okkupation eller kontrol af dele af tysk territorium som Ruhr- eller Saar-distriktet. På trods af markant ultranationalistisk, gaullistisk og kommunistisk modstand, vedtog den franske nationalforsamling resolutioner, der støttede Schumans nye politik om at integrere Tyskland i et fællesskab. Den internationale autoritet for Ruhr skiftede opfattelse grundet dette.[kilde mangler] Schumans vejledende principper var moral, baseret på lighed for stater (international demokrati) ikke dominerende magtpolitik.
Schuman-erklæringen af 9. maj 1950 (senere kendt som Europadagen) blev fremsat efter to kabinetmøder og blev til fransk regeringspolitik. Frankrig var altså det første land, hvis regering var villig til at dele og skabe suverænitet i et supranationalt fællesskab. Denne beslutning var baseret på en tekst skrevet og redigeret af Schumans ven og kollega, advokat Paul Reuter, med assistance fra økonomen Jean Monnet og Schumans Directeur de Cabinet, Bernard Clappier. Politikken lagde en plan for et europæisk fællesskab, hvor man kunne lave et fællesmarked for kul og stål.
Schuman foreslog at stille den samlede fransk-tyske produktion af kul og stål under en øverste fælles myndighed, nemlig en organisation, der vil stå åben for deltagelse fra andre lande i Europa. En sådan handling var tiltænkt at hjælpe til økonomisk vækst og cementere freden mellem Frankrig og Tyskland, som historisk havde en lang række uoverensstemmelser mellem sig. Kul og stål var vitale ressourcer i krigsindustri, så det at dele sådanne ressourcer mellem fjender som Frankrig og Tyskland blev set som mere end symbolsk. Schuman så den franske regerings beslutning om sit forslag som det første eksempel på demokratisk og supranational fællesskab – en ny udvikling i verdenshistorien.[kilde mangler] Planen blev også set af nogle, eksempelvis Monnet, som stregede Reuters beskrivelse 'supranational' i udkastet ud og erstattede den med 'føderal', som det første skridt mod en europæisk føderation".

### Politisk pres
I Vesttyskland holdt Schuman god kontakt med den nye generation af demokratiske politikere. Karl Arnold, ministerpræsidenten for Nordrhein-Westfalen med Ruhr-distriktet, havde været vesttysk udenrigsordfører. Han holdt taler om et overnationalt kul- og stålfællesskab, samtidig med at Robert Schuman begyndte at foreslå fællesskabet i 1948 og 1949. Det Socialdemokratiske Parti i Tyskland besluttede at tage afstand fra Schumans plan på trods af støtte fra foreninger og andre socialister i Europa. Kurt Schumachers personlige mistillid til Frankrig, kapitalisme og Konrad Adenauer gjorde, at han påstod, at et fokus på integration inden for et lille Europa af seks lande ville ødelægge SPD’s primære mål om tysk genforening og samtidig fremme ultranationalistiske og kommunistiske bevægelser i Vesten. Han troede også, at EKSF ville slukke alt håb om nationalisering af stålindustrien og skabe et Europa af "karteller, gejstlige og konservative." Yngre medlemmer af partiet som Carlo Schmid var dog for fællesskabet og understregede den vedvarende støtte for den overnationale ide fra socialistiske kræfter.
I Frankrig havde Schuman opnået stor politisk opbakning fra alle dele af landet og mange ikke-kommunistiske partier. De vigtigste var kollegerne fra ministeriet Andre Philip og Edouard Bonnefous, formand for udenrigskomiteen, samt tidligere premierminister Paul Reynaud. Projekter med organisering af kul og stål og andre overnationale fællesskaber var tidligere blevet formuleret i specialiserede underkomiteer under Europarådet før det blev fransk regeringspolitik. Charles de Gaulle, som var uden magt, var en tidlig støtte for ”bånd” mellem økonomier – på franske betingelser – og havde talt for en "Europæisk konføderation", som kunne udnytte ressourcerne i Ruhr-distriktet i 1945. Han modsatte sig EKSF, fordi det var en forkert måde at dele magten ("le pool, ce faux semblant") fordi han betragtede det som en utilfredsstillende "fredstilgang" til europæisk forening, og fordi han vurderede, at den franske regering var for svag til at kunne dominere EKSF, som han fandt passende. De Gaulle syntes også at EKSF havde utilstrækkelig supranational autoritet, fordi Forsamlingen ikke var ratificeret af en europæisk folkeafstemning, og han accepterede ikke Raymond Arons påstand om, at EKSF var tiltænkt at være en bevægelse væk fra USA dominans. Som en konsekvens heraf stemte de Gaulle og hans støtter i RPF imod ratifikationen i den franske nationalforsamling.
På trods af disse angreb og angreb fra den ekstreme venstrefløj fik EKSF bred offentlig støtte og blev etableret. Det fik stort flertal i alle elleve kamre i de seks landes parlamenter og anerkendelse hos foreninger og befolkninger i Europa. I 1950 troede mange, at en ny krig var uundgåelig. Kul- og stålinteresserne var dog så stærke i deres modstand og Europarådet hjalp samtidig med til at skabe den brede offentlige positive holdning, som skabte grundlaget for at fællesskabet kunne gennemføres.

### Traktater
Den 100 artikler lange EKSF-traktat, som grundlagde EKSF, blev underskrevet d. 18. april 1951 af "de oprindelige seks": Frankrig, Vesttyskland, Italien, Belgien, Nederland og Luxembourg. EKSF var den første internationale organisation, der blev baseret på supranationale principper og havde til opgave, gennem etableringen af fællesmarkedet for kul og stål, at udvide økonomierne, øge arbejdsraten og højne levestandarden inden for fællesskabet. Markedet skulle også gradvist rationalisere fordelingen af højniveauproduktion, samtidig med at sikre stabilitet og beskæftigelse. Det fælles marked for kul blev åbnet den 10. februar 1953 og for stål den 1. maj 1953. Efter at være trådt i kraft erstattede EKSF gradvist den Internationale Autoritet for Ruhr. D. 11. august 1952 var USA det første land (foruden EKSF-medlemmer) til at anerkende fællesskabet og USA erklærede at de nu ville henvende sig til EKSF i sager vedrørende kul og stål. Præsident Monnet modsvarede dette ved at vælge Washington D.C. til det første sted for EKSF’s eksterne fremtræden. Overskriften for delegationens første bulletin var "Imod en Føderal Regering for Europa".
Seks år efter EKSF-traktaten blev Rom-traktaten underskrevet af de seks EKSF-medlemmer, hvorved Det Europæiske Økonomiske Fællesskab (EØF) og Det Europæiske Atomenergifællesskab (EURATOM) blev skabt. Disse fællesskaber var baseret, med nogle tilrettelser, på EKSF. Rom-traktaten skulle ikke have en udløbsdato, sådan som EKSF-traktaten havde haft det, men derimod være gældende evigt. De to nye fællesskaber, der hermed var skabt, arbejde for skabelsen af en toldunion henholdsvis et atomkraft-fællesskab. Rom-traktaten blev hastet igennem lige før de Gaulle fik magten og erklærede den Femte Republik.[kilde mangler] Trods hans forsøg på at opløse fællesskaberne blev deres områder hurtigt udvidet og EØF blev det vigtigste redskab for politisk forening i Europa og overskyggede EKSF.

### Fusion og udløb
På trods af at være separate juridiske enheder delte EKSF EØF og Euratom en fælles forsamling og den Europæiske Domstol, samtidig med at Rådet og den Høje Myndighed/Kommissionen forblev adskilte. For at undgå duplikation samlede Fusionstraktaten de adskilte institutioner i EKSF og Euratom med EØF’s. EØF blev senere en af de tre søjler fra i dags EU.
EKSF-traktaten blev ofte tilrettet og forbedret i takt med at EF og EU udviklede og udvidede sig. Eftersom traktaten ville udløbe i 2002 begyndte en debat omkring begyndelsen af 1990'erne om hvad man skulle gøre med den. Til sidst blev det besluttet at den blot måtte udløbe uden andet gjort. De områder, som EKSF-traktaten dækkede blev overført til Rom-traktaten og fællesskabets finansielle løse ender og EKSF's forskningsfond blev taget vare på i en protokol til Nice-traktaten. Traktaten udløb endeligt d. 23. juli 2002. Den dag blev EKSF-flaget sænket for sidste gang uden for Europa-Kommissionsbygningen i Bruxelles og erstattet med Europaflaget.

### Tidslinje over traktater
| Underskrevet Ikrafttrædelse Dokument | 1948 Bruxelles-traktaten                      | 1951 1952 Paris-traktaten      | 1954 1955 Ændrede Bruxellestraktat           | 1957 1958 Rom-traktaterne                    | 1965 1967 Fusionstraktaten                   | 1975 - Rådsmødekonklusioner                  | 1985 Schengen-traktaten                      | 1986 1987 EF-pakken                          | 1992 1993 Maastricht-traktaten               | 1992 1993 Maastricht-traktaten | 1997 1999 Amsterdam-traktaten | 2001 2003 Nice-traktaten  | 2007 2009 Lissabon-traktaten | 2007 2009 Lissabon-traktaten |  |
|                                      |                                               |                                |                                              |                                              |                                              |                                              |                                              |                                              |                                              |                                |                               |                           |                              |                              |  |
| Den Europæiske Unions tre søjler:    |                                               |                                |                                              |                                              |                                              |                                              |                                              |                                              |                                              |                                |                               |                           |                              |                              |  |
| Europæiske Fællesskaber:             |                                               |                                |                                              |                                              |                                              |                                              |                                              |                                              |                                              |                                |                               |                           |                              |                              |  |
|                                      | Det Europæiske Atomenergifællesskab (EURATOM) |                                |                                              |                                              |                                              |                                              |                                              |                                              |                                              |                                |                               |                           |                              |                              |  |
|                                      |                                               |                                | Det Europæiske Kul- og Stålfællesskab (EKSF) | Det Europæiske Kul- og Stålfællesskab (EKSF) | Det Europæiske Kul- og Stålfællesskab (EKSF) | Det Europæiske Kul- og Stålfællesskab (EKSF) | Traktaten ophørte i 2002                     | Traktaten ophørte i 2002                     | Traktaten ophørte i 2002                     |                                | Den Europæiske Union (EU)     | Den Europæiske Union (EU) |                              |                              |  |
|                                      |                                               |                                | Det Europæiske Økonomiske Fællesskab (EØF)   |                                              |                                              |                                              |                                              |                                              |                                              |                                | Den Europæiske Union (EU)     | Den Europæiske Union (EU) |                              |                              |  |
|                                      |                                               |                                |                                              | Schengen-samarbejdet                         |                                              |                                              | Det Europæiske Fællesskab (EF)               | Det Europæiske Fællesskab (EF)               |                                              |                                | Den Europæiske Union (EU)     | Den Europæiske Union (EU) |                              |                              |  |
|                                      |                                               | TREVI                          | TREVI                                        | TREVI                                        | Retlige og indre anliggender (RIA)           |                                              | Det Europæiske Fællesskab (EF)               | Det Europæiske Fællesskab (EF)               |                                              |                                | Den Europæiske Union (EU)     | Den Europæiske Union (EU) |                              |                              |  |
|                                      | Politi- og strafferetligt samarbejde (PSS)    | TREVI                          | TREVI                                        | TREVI                                        | Retlige og indre anliggender (RIA)           |                                              |                                              |                                              |                                              |                                | Den Europæiske Union (EU)     | Den Europæiske Union (EU) |                              |                              |  |
|                                      |                                               |                                |                                              |                                              | Europæiske Politiske Samarbejde (EPS)        | Fælles udenrigs- og sikkerhedspolitik (FUSP) | Fælles udenrigs- og sikkerhedspolitik (FUSP) | Fælles udenrigs- og sikkerhedspolitik (FUSP) | Fælles udenrigs- og sikkerhedspolitik (FUSP) |                                | Den Europæiske Union (EU)     | Den Europæiske Union (EU) |                              |                              |  |
| Vestunionen (WU)                     | Vestunionen (WU)                              | Den Vesteuropæiske Union (WEU) | Den Vesteuropæiske Union (WEU)               | Den Vesteuropæiske Union (WEU)               | Den Vesteuropæiske Union (WEU)               | Den Vesteuropæiske Union (WEU)               | Den Vesteuropæiske Union (WEU)               |                                              |                                              |                                |                               | Den Europæiske Union (EU) |                              |                              |  |
| Vestunionen (WU)                     | Vestunionen (WU)                              | Den Vesteuropæiske Union (WEU) | Den Vesteuropæiske Union (WEU)               | Den Vesteuropæiske Union (WEU)               | Den Vesteuropæiske Union (WEU)               | Den Vesteuropæiske Union (WEU)               | Den Vesteuropæiske Union (WEU)               | Traktaten ophørte i 2011                     |                                              |                                |                               |                           |                              |                              |  |
|                                      |                                               |                                |                                              |                                              |                                              |                                              |                                              |                                              |                                              |                                |                               | v d r                     |                              |                              |  |

## Institutioner
EKSF's institutioner var den Høje Myndighed, Fællesforsamlingen, Ministerrådet og Domstolen. Der blev etableret en Konsultativ Komité sideløbende med den Høje Myndighed som en femte institution, der repræsenterede det civile samfund. Dette var den første internationale institution, der havde til opgave at repræsentere forbrugere i historien. Disse institutioner blev fusioneret i 1967 med EF’s, som derefter styrede EKSF, bort set fra Komitéen, som fortsatte sit uafhængige virke indtil udløbet af EKSF-traktaten i 2002.
Traktaten erklærede at institutionernes beliggenhed skulle besluttes ved fælles enighed, men emnet blev debatteret meget. Som et midlertidigt kompromis blev institutionerne placeret i byen Luxembourg, på trods af at Forsamlingen var placeret i Strasbourg.

### Den Høje Myndighed
Den Høje Myndighed (forløber til Europa-Kommissionen) var et udøvende organ med ni medlemmer, som styrede fællesskabet. Frankrig, Tyskland og Italien udpegede hver to medlemmer og de tre mindre medlemslande udpegede én hver. Disse otte medlemmer udpegede derefter i fællesskab det sidste medlem, som skulle virke som formand for den Høje Myndighed.
På trods af at være udpeget af nationale regeringer med egne dagsordener skulle medlemmerne af myndigheden aflægge løfte om ikke at repræsentere nationale interesser, men derimod forsvare fællesskabets interesser. Deres uafhængighed blev understreget ved at det ikke var tilladt at være ansat andre steder end i myndigheden og heller ikke have økonomiske interesser udenfor (betalte eller ubetalte). Efter endt periode ville disse regler gælde i tre år. For yderligere at sikre, at de var upartiske, skulle en tredjedel af medlemmerne udskiftes hvert andet år, (artikel 10).
Myndighedens principielle udvikling var dens supranationale karakter. Det havde flere kompetencer, til at sikre traktatens mål blev opfyldt og at fællesmarkedet fungerede godt. Den Høje Myndighed kunne udstede tre typer juridiske dokumenter: Beslutninger, som var fuldt ud bindende love; Anbefalinger, som havde bindende mål, men efterlod fortolkningsrum til medlemsstaterne, så disse selv kunne have indflydelse på metoden; og Meninger, som ikke havde nogen juridisk binding.
Frem til fusionen i 1967 havde myndigheden fem formænd fulgt af en formand, der havde sit virke i de sidste dage.
| Præsident        | Stat     | Start              | Slut               | Myndighed              |
| ---------------- | -------- | ------------------ | ------------------ | ---------------------- |
| Jean Monnet      | Frankrig | 10. august 1952    | 3. juni 1955       | Monnet Myndigheden     |
| René Mayer       | Frankrig | 3. juni 1955       | 13. januar 1958    | Mayer Myndigheden      |
| Paul Finet       | Belgien  | 13. januar 1958    | 15. september 1959 | Finet Myndigheden      |
| Piero Malvestiti | Italien  | 15. september 1959 | 22. oktober 1963   | Malvestiti Myndigheden |
| Rinaldo Del Bo   | Italien  | 22. oktober 1963   | 6. juli 1967       | Del Bo Myndigheden     |
| Albert Coppé     | Belgien  | interim            | interim            | Coppé Myndigheden      |

### Andre institutioner
Forsamlingen (som senere blev Europa-Parlamentet) bestod af 78 medlemmer og dets funktioner var udelukkende tilsynsførende over for den Høje Myndighed. Forsamlingens medlemmer skulle være nationale parlamentsmedlemmer, som hvert år blev uddelegeret til forsamlingen af parlamenterne, eller direkte valgt 'ved almindelig valg' (artikel 21). Det var dog i praksis den første mulighed, der blev brugt, da der ikke var noget krav om at holde valg før Rom-traktaten og ingen egentlige valg før 1979, da Rom-traktaten krævede at der først var enighed i Rådet om valgsystemet. Det skal dog understreges at kammeret ikke var en traditionel international organisation bestående af repræsentanter for nationale regeringer, men derimod af, som EKSF-traktaten udtrykte det, "repræsentanter for folkene". Forsamlingen var oprindeligt ikke udtalt i Schuman-planen fordi man håbede, at fællesskabet ville benytte sig af Europarådets institutioner. Da det blev klart at det ikke var en mulighed grundet britisk modstand var man nødsaget til at oprette selvstændige institutioner. Forsamlingen var tænkt som en demokratisk modvægt og kontrol af den Høje Myndighed, som skulle råde myndigheden men også have mulighed for at sætte myndigheden af pinden i tilfælde af inkompetence, uretfærdighed, korruption eller svindel. Den første formand (beslægtet med en talsmand) var Paul-Henri Spaak.
Ministerrådet (lig det nuværende ministerråd) var sammensat af repræsentanter fra de nationale regeringer. Formandskabet gik på skift hver tredje måned og roterede mellem medlemslandene i alfabetisk orden. Et af rådets centrale aspekter blev harmoniseringen af den Høje Myndigheds og de nationale regeringers arbejde, hvor de sidstnævnte dog stadig var ansvarlige for landenes generelle økonomiske politikker. Ministerrådet skulle også udtale sig om bestemte arbejdsområder hos den Høje Myndighed. I emner, der kun relaterede sig til kul og stål, og som derfor kun var et emne for den Høje Myndighed, havde rådet kun kontrolfunktioner, men emner uden for kul- og stålområdet krævede samtykke fra rådet.
Domstolen skulle sikre, at EKSF-traktaten blev overholdt og samtidig fortolke og bruge traktaten. Domstolen bestod af syv dommere, som var udpeget af de nationale regeringer for seks år. Der var ingen krav om, at dommerne skulle være af en bestemt nationalitet, men kun at de skulle være kvalificerede, og at de skulle være fuldstændig uafhængige af deres nationalstater. Domstolen blev assisteret af to generaladvokater.
Komiteen (lignende den Økonomiske og Sociale Komité) havde mellem 30 og 50 medlemmer, som var sammensat af producenter, arbejdere, forbrugere og forhandlere i kul- og stålsektoren. Igen var der ingen nationale kvoter, de skulle blot repræsentere den civile befolkning. Medlemmer blev udpeget for to år og var hverken bundet af et mandat eller instruktioner fra de organisationer, der udpegede dem. Komiteen havde en plenarforsamling, et præsidium og en formand. Igen blev de krævede demokratiske procedurer ikke indført og udnævnelsen af medlemmerne forblev i hænderne på de nationale ministre. Den Høje Myndighed skulle høre komiteen i visse sager, hvor det var hensigtsmæssigt og holde den orienteret. Komitéen forblev separat (trods fusionen af de andre institutioner) indtil 2002, da traktaten udløb og dens opgaver blev overtaget af det Økonomiske og Sociale Udvalg (ØSU). Trods dens uafhængighed samarbejdede udvalget med ØSU, når de arbejdede med de samme sager.

## Positive og negative resultater
Dens mål (artikel 2) var generelt at: 'opnå en økonomisk ekspansion, en bedre beskæftigelse og en højere levestandard' for dens borgere. I forhold til kul- og stålproduktionen havde fællesskabet kun ringe indvirkning i de henholdsvis formindskede og forøgede markeder relativt til verdenstrenden. Handel mellem medlemmerne forøgedes (tidobbelt for kul) hvilket sparede medlemmerne penge, idet de ikke længere importerede fra USA. Den høje Myndighed udstedte også 280 moderniseringslån til industrien, hvilket hjalp denne til at forbedre produktionen og formindske omkostningerne. Omkostningerne blev yderligere reduceret ved at afskaffe tolden ved grænserne.
EKSF's største resultater er især inden for velfærd. Nogle miner var for eksempel klart urentable uden subsidier fra regeringerne. Nogle minearbejdere havde meget dårlige boligforhold. I løbet af 15 år finansieredes 112.500 lejligheder for arbejdere. Det gjorde det muligt for dem at købe hjem de ellers ikke ville have haft råd til. EKSF betalte også halvdelen af omkostningerne i forbindelse med omrokering som følge af de job, der gik tabt i forbindelse med nedgangen i kul- og stålindustrien. Kombineret med regionale omstillingsstøtte brugte EKSF 150 millioner dollars på at skabe 100.000 job, hvoraf en tredjedel var til arbejdsløse kul- og stålarbejdere. Velfærdsgarantierne opfundet af EKSF blev udvidet til arbejdere uden for kul- og stålsektoren i nogle af medlemslandene.
Langt vigtigere end at skabe Europas første sociale og regionale politik er det, at EKSF introducerede europæisk fred. Det indførte kontinentets første europæiske skat. Dette var en flad skat, en afgift på produktionen med en maksimumsrate på en procent. Idet medlemslandene af de europæiske fællesskaber nu oplever den længst varende fred i over 2000 år, beskrives dette som den billigste pris for fred i historien. En mere verdenskrig, eller 'verdensselvmord' som Schuman kaldte denne trussel i 1949, blev undgået. I oktober 1953 sagde Schuman, at muligheden for en mere europæisk krig var blevet elimineret. Eftertænksomhed måtte gå forrest hos medlemslandene.[kilde mangler]
EKSF formåede dog ikke at opfylde alle målene fra EKSF-traktaten. Man håbede at EKSF havde kunnet forhindre store kul- og stålgrupper som Konzerne i at genopblusse, da de havde været med til at hjælpe Adolf Hitler til magten. I afvejningerne i forbindelse med den kolde krig genopstod kartellerne og de store virksomheder. Det førte til prisfastsættelse (et andet element, der skulle have været behandlet). Myndigheden havde visse antikkartel-beføjelser og udøvede derigennem et vist demokratisk tilsyn med kartellerne og hindrede fordums værste misbrug. Den var hermed det første internationale anti-kartel-agentur i verden. Effektive virksomheder fik lov til at udvide til et europæisk marked uden unødig dominans. Olie, gas og elektricitet blev naturlige konkurrenter til kul og brød dermed også kartellernes magt. Ydermere fik fællesskabet ikke formuleret en politik på energiområdet efter overgangen til olie. Under høj inflation og monetær ustabilitet viste EKSF sig ikke i stand til at sikre en stigende lige løn til arbejderne inden for markedet. Disse fejlslag kan tilskrives tegn på overambition inden for et for kort tidsrum eller blot politiske floskler, der kunne ignoreres. De største resultater fra EKSF ligger i de revolutionerende demokratiske koncepter inden for overnationale fællesskaber. Det er et potentiale, der ikke er fuldt ud udforsket og udnyttet.